# Henryk Maculewicz
Henryk Józef Maculewicz (ur. 24 kwietnia 1950 w Grudzy) – polski piłkarz, boczny lub środkowy obrońca. Uczestnik mistrzostw świata w Argentynie (1978).
W latach 1971–1979 był piłkarzem krakowskiej Wisły. W tym czasie rozegrał 193 mecze ligowe i strzelił 11 bramek. W 1978 zdobył tytuł mistrza Polski.
Maculewicz ukończył studia na dwóch krakowskich uczelniach - AGH oraz AWF-ie. Posiada tytuł inżyniera metalurga.
Po zakończeniu kariery piłkarskiej próbował swych sił jako trener CSB Batevall Libreville. Podczas pracy w Gabonie w 1987 r. miał ciężki wypadek, został potrącony przez samochód wojskowej żandarmerii. Pozostawał przez wiele tygodni w śpiączce i leczył się potem przez kilka lat, głównie we Francji. Od tego czasu z przyczyn zdrowotnych nie mógł pracować, powrócił do Polski i mieszka w Krakowie.
Jego żoną była siatkarka Krystyna Maculewicz.

## Kariera reprezentacyjna
W reprezentacji debiutował 31 października 1974 w meczu z Kanadą. Pierwszy raz w drużynie narodowej zagrał jeszcze u Kazimierza Górskiego, stałe miejsce wywalczył sobie jednak dopiero za kadencji Jacka Gmocha. Uchodził za jednego z ulubieńców tego selekcjonera. Do 1978 rozegrał w kadrze 23 spotkania. Podczas Mistrzostw Świata w Argentynie w 1978 roku wystąpił we wszystkich (sześciu) meczach Polaków.
| l.p. | Data                 | Miejsce      | Przeciwnik | Rezultat | Rozgrywki       | Grał   | Uwagi        |
| ---- | -------------------- | ------------ | ---------- | -------- | --------------- | ------ | ------------ |
| 1.   | 31 października 1974 | Warszawa     | Kanada     | 2-0      | towarzyski      | 90'    |              |
| 2.   | 24 kwietnia 1976     | Lens         | Francja    | 0-2      | towarzyski      | 90'    |              |
| 3.   | 16 października 1976 | Porto        | Portugalia | 2-0      | elim. MŚ 1978   | 90'    | Żółta kartka |
| 4.   | 31 października 1976 | Warszawa     | Cypr       | 5-0      | elim. MŚ 1978   | 90'    |              |
| 5.   | 15 maja 1977         | Limassol     | Cypr       | 3-1      | elim. MŚ 1978   | do 84' |              |
| 6.   | 10 czerwca 1977      | Lima         | Peru       | 3-1      | towarzyski      | 90'    |              |
| 7.   | 12 czerwca 1977      | La Paz       | Boliwia    | 2-1      | towarzyski      | 90'    |              |
| 8.   | 19 czerwca 1977      | São Paulo    | Brazylia   | 1-3      | towarzyski      | 90'    |              |
| 9.   | 24 sierpnia 1977     | Wiedeń       | Austria    | 1-2      | towarzyski      | 90'    |              |
| 10.  | 7 września 1977      | Wołgograd    | ZSRR       | 1-4      | towarzyski      | 90'    |              |
| 11.  | 21 września 1977     | Chorzów      | Dania      | 4-1      | elim. MŚ 1978   | 90'    |              |
| 12.  | 29 października 1977 | Chorzów      | Portugalia | 1-1      | elim. MŚ 1978   | 90'    |              |
| 13.  | 12 listopada 1977    | Wrocław      | Szwecja    | 2-1      | towarzyski      | od 65' |              |
| 14.  | 22 marca 1978        | Luksemburg   | Luksemburg | 3-1      | towarzyski      | 90'    |              |
| 15.  | 1 czerwca 1978       | Buenos Aires | Niemcy     | 0-0      | MŚ 1978         | 90'    |              |
| 16.  | 6 czerwca 1978       | Rosario      | Tunezja    | 1-0      | MŚ 1978         | 90'    |              |
| 17.  | 10 czerwca 1978      | Rosario      | Meksyk     | 3-1      | MŚ 1978         | od 85' |              |
| 18.  | 14 czerwca 1978      | Rosario      | Argentyna  | 0-2      | MŚ 1978         | 90'    | Żółta kartka |
| 19.  | 18 czerwca 1978      | Mendoza      | Peru       | 1-0      | MŚ 1978         | 90'    |              |
| 20.  | 21 czerwca 1978      | Mendoza      | Brazylia   | 1-3      | MŚ 1978         | 90'    |              |
| 21.  | 30 sierpnia 1978     | Helsinki     | Finlandia  | 1-0      | towarzyski      | 90'    | Żółta kartka |
| 22.  | 6 września 1978      | Reykjavík    | Islandia   | 2-0      | elim. Euro 1980 | 90'    |              |
| 23.  | 15 listopada 1978    | Wrocław      | Szwajcaria | 2-0      | elim. Euro 1980 | 90'    |              |